# Lagoa de Pedras
Lagoa de Pedras, é um município no interior do Rio Grande do Norte, localizado à 60 quilômetros da capital potiguar Natal. De acordo com o censo realizado pelo IBGE (Instituto Brasileiro de Geografia e Estatística) no ano 2022, sua população é de 7.338 habitantes.
História:
Em fins do século XVIII, havia pela ribeira do Apodi, entre Maxaranguape e Muriú, em Touros, uma "Lagoa de Pedras" e fazendas de criação, que não chegaram a determinar maior aglomeração humana.
Cem anos depois, nos últimos vintes anos do século XIX, repetia-se o nome, desta vez, povoação do município de Goianinha, situada em zona agrícola, cortada e recortada pelos caminhos de escoamento das produções rurais. Gentílico: Lagoa-pedrense.
Formação Administrativa:
Elevado a categoria de município com a denominação de Lagoa de Pedras, pela lei estadual, n° 2779, de 10-05-1962, desmembrado de Santo Antônio. Sede no atual distrito de Lagoa de Pedras. Constutuído do Distrito-sede. Instalado em 15-04-1963.
Em divisão territorial datada de 31-XII-1963, o município é constituído do distrito-sede, assim permanecendo em divisão territorial datada de 2007.
Fonte: cidades.ibge.gov.br/brasil/rn/lagoa-de-pedras/historico
Em agosto de 2012, o município obteve a pior avaliação do Brasil no Índice de Desenvolvimento da Educação Básica, comput ada a avaliação do ano anterior, com índice de 1,0.